# Grandisonia larvata
Grandisonia larvata é uma espécie de anfíbio gimnofiono da família Caeciliidae, endémico das Seychelles.